# 5753 Йосідатадахіко
5753 Йосідатадахіко (5753 Yoshidatadahiko) — астероїд головного поясу, відкритий 4 березня 1992 року.
Тіссеранів параметр щодо Юпітера — 3,583.
Названо на честь Йосіди Тадахіко (яп. よしだ・ただひこ(吉田忠彦) йосіда тадахіко).